# 大橋薫
大橋 薫（おおはし かおる、1966年3月24日 - ）は、日本の漫画家。

## 来歴
「狼のエンブレム」（原作：平井和正&ウルフガイプロジェクト）でデビューする。
一卵性双生児の妹に漫画家の楠桂がおり、姉妹での合同作品も多数発表している。
『ファンロード』（ラポート）出身作家で、一本木蛮、児嶋都、ながいけんらと共に一時代を築いた。

## 作品リスト
- 衰族館
- 悪魔のお店-Shadow & Maria-
- あなたのチアペット
- いけない華子先生 ほけん-の-せんせ
- 祈殺
- S○X
- エデンのどん底
- エロカワ王子
- ANGEL ガラスの天使
- エンゼルのお仕事
- 大橋 薫イラスト集 BOX
- オカルト･ゾーン 大橋薫怪奇作品集
- オカルト･バージン
- 乙姫BOMB!
- 鬼姫祭り
- 勝手にシンデレラコンプレックス
- かなづちマーメイド
- ガラスの天使
- 口裂け少女さっちゃん（原作：大塚英志）
- くるぐる使い（原作：大槻ケンヂ）
- 月曜日の人魚
- 検察側の証人
- GOGO昇天!
- 御主人様の言うとおり
- サイコ･クラッシュ!
- 桜の君 極道の乙女たち
- C ガールズトーク
- シスタートラップ
- 週末は行方不明
- セルロイド カーニバル
- セルロイド カーニバル カーテンコール
- タック&タカチの事件簿 16秒間の密室（原作：西澤保彦）
- タック&タカチの事件簿2 6つの箱の死体（原作：西澤保彦）
- 月夜のヒロイン
- DEAD DREAM
- トーキョーエクソシスト 帝都祓魔師
- Dolls Don't Cry
- 年上な彼女たち
- 人形使いサウジーネ・サーカス団
- 人魚の首
- 眠り姫は夢を見ない
- バスターズ!
- 万能少女
- ヒカルンパッ☆（『別冊ヤングマガジン』、講談社、全2巻）
- ビッグマウスホラーショー
- HIMEGOTO
- FANGU〜牙〜
- 不良少年
- 分心
- ヘンカノ（『別冊ヤングマガジン』、講談社、単巻）
- ボディコン英雄伝説
- 魔女からの伝言
- ポワゾンディナー
- 魔女のいる教室
- 真澄鏡
- 迷いの街
- 真夜中の童話
- マリアに殺される
- 巫女っす!（『ヤングキング』、少年画報社、全3巻）
- ミナゴロシ
- REJECT(不良品)
- 流刑教室
- 霊獣都市
- レミングの行方
- カリブの海に抱かれて（原作：アン・メイザー、ハーレクイン、2018年3月、単巻）
- 国王がついた嘘（原作：メイシー・イエーツ、ハーレクイン、2018年9月、単巻）
- 腐乱禁忌（『ホラーシルキー』Vol.1[1]、白泉社、2019年）
- プロポーズは唐突に（原作：キャロル・マリネッリ、ハーレクイン、2020年3月、単巻）
- ウェイド一族（原作：キャロル・モーティマー、ハーレクイン、2021年3月、単巻）
- 変態華族は視線で犯す〜徒花の淫美な箱庭〜（ぶんか社、2021年9月[2]、単巻）
- うたかたの蜜月（原作：メイシー・イエーツ、ハーレクイン、2022年3月[3]、単巻）
- エロゲーのビッチ令嬢に転生したけど、純愛ルート目指します！（ぶんか社、2022年9月[4]、単巻）

### 楠桂との合作
- 戦国月夜
- Diaboro －悪魔－
- 大橋薫&真弓（楠桂）作品集
- リトル・ショップ・オブ大橋姉妹
- 楠桂&大橋薫合作作品集 K2 OFFICE

### アンソロジー
- 東日本大震災チャリティー漫画本 PARTY! HANA[注 1][5]（2011年8月5日発売[6]、メディアパル、ISBN 978-4-89610-201-7）
  - いけない華子先生 ほけん-の-せんせ 番外編[7]